# Allenville (Illinois)
Allenville ist ein Village im Moultrie County, Illinois. Im Jahr 2020 lebten in Allenville 132 Personen.

## Demographie
Beim United States Census 2000 lebten 154 Personen in Allenville. Es gab 61 Haushalte und 42 Familien. Alle Einwohner des Ortes waren Weiße.
Es gab 61 Haushalte, von denen 18,0 % Kinder hatten, 60,7 % zusammenlebende, verheiratete Paare waren, 4,9 % hatten einen weiblichen Haushaltsvorstand ohne Ehemann und 31,1 % waren keine Familien. 26,2 % aller Haushalte bestanden aus Einzelpersonen und in 13,1 % lebten Menschen, die 65 Jahre oder älter waren. Die durchschnittliche Haushaltsgröße betrug 2,52 und die durchschnittliche Familiengröße lag bei 3,10.
Das mittlere Einkommen für einen Haushalt im Dorf war 46.146 $, das Durchschnittseinkommen einer Familie betrug 48.750 $. Männer hatten ein Durchschnittseinkommen von 31.250 $ gegenüber 20.000 $ für Frauen. Der Pro-Kopf-Einkommen für das Dorf betrug 16.586 $. Über 4,0 % der Familien und 7,7 % der Bevölkerung lebten unterhalb der Armutsgrenze, davon keiner von den Einwohnern unter dem Alter von achtzehn oder über 65.